# Sonderkommando
Sonderkommando (tysk: specialkommando) var en betegnelse anvendt af SS om de grupper af jødiske fanger, der blev tvunget til at arbejde for tyskerne i tilintetgørelseslejrene under 2. verdenskrig. Sonderkommandoerne udførte således en vigtig opgave i nazisternes mission, Endlösung der Judenfrage.
De jøder, der var med i en sonderkommando deltog ikke i selve henrettelserne, men flyttede bl.a. ligene fra gaskamrene til krematorierne. Til gengæld blev de behandlet bedre end de andre jødiske fanger og fik rigeligt med mad og drikke. Efter 3-4 måneder blev medlemmerne af sonderkomamndoen som regel dræbt og erstattet af andre. Grundet deres særlige opgaver i lejrene regnes medlemmerne af sonderkommandoerne i dag for at være de vigtigste øjenvidner til Holocausts sidste perioder. I 2007 var under 20 af sonderkommandomedlemmerne stadig i live.